# Каллінік II Константинопольський
Каллінік II (грец. Καλλίνικος Β΄ Κωνσταντινουπόλεως; 1630—1702), уроджений Пулос, званий «Акарнан» — Патріарх Константинопольський у 1688 році та в періоди 1689–1693 та 1694–1702 років.

## Життєпис
Каллінік походив з Кастанії з Аграфи і був учнем Євгенія Джануліса з Айтолосу. Він був митрополитом Пруссії в 1671/2 до 1688 років і був обраний Патріархом Константинопольським 3 березня 1688 року. Проте він залишався на патріаршому престолі кілька місяців, оскільки звільнений ним митрополит Адріанопольський Неофіт зумів скинути його 27 листопада 1688 року і стати патріархом як Неофіт IV.
Каллінік був переобраний у березні чи квітні наступного року (1689) і був патріархом до 1693 року, коли його було скинуто з престолу діями правителя Валахії Константіном Бринковяну, який навів свого протеже, колишнього патріарха Діонісія IV, на престол. Незабаром він був переобраний втретє і був патріархом з 1694 року до своєї смерті 8 серпня 1702 року, коли його наступником став Гавриїл III.
Каллінік був активним Патріархом: він реорганізував Патріаршу школу в 1691 році, виявив більш загальний інтерес до освіти та активно протистояв проникненню римо-католиків на Схід, скинувши латино налаштованого патріарха Антіохії Серафима-Кирила. На прохання провінції Яніна в 1701 році він видав синодальний лист, що підтверджував чинність місцевих рішень щодо питання посагу. Також він залишив важливу літературну працю. Він написав Тлумачення для священників і дияконів, Церковні бесіди, Патріаршу історію, Послання тощо.
Він помер 8 серпня 1702 року і був похований у монастирі Камаріотісса в Халках.